# قائمة رؤساء النيجر
هي قائمة برؤساء النيجر منذ استقلالها عن فرنسا عام 1960 وحتى يومنا هذا حكمها تسعة أشخاص منذ يوم تأسيسها وهي أكبر بلاد مساحة في الغرب الأفريقي، الرئيس الحالي لدولة النيجر هو عبد الرحمن تشياني رئيس المجلس الوطني لحماية الوطن وهو مجلس عسكري تأسس بعد انقلاب أطاح بالرئيس محمد بازوم في 26 يوليو 2023.

## قائمة رؤساء النيجر
أحزاب سياسية
فصائل أخرى
| الرقم | الصورة | الأسم (الميلاد–الوفاة)             | انتُخب            | مدة المنصب      | مدة المنصب                       | مدة المنصب         | الحزب السياسي                                                    | رئيس الوزراء                                              |
| الرقم | الصورة | الأسم (الميلاد–الوفاة)             | انتُخب            | تولى المنصب     | ترك المنصب                       | الفترة الزمنية     | الحزب السياسي                                                    | رئيس الوزراء                                              |
| ----- | ------ | ---------------------------------- | ---------------- | --------------- | -------------------------------- | ------------------ | ---------------------------------------------------------------- | --------------------------------------------------------- |
| 1     |        | حماني ديوري (1916–1989)            | 1960 1965 ‏ 1970 ‏ | 10 نوفيمبر 1960 | 15 أبريل 1974 (مخلوع.)           | 13 سنوات و156 أيام | الحزب التقدمي النيجيري - التجمع الديمقراطي الأفريقي              | لم يكن المنصب مستحدثا                                     |
| 2     |        | سيني كونتشي (1931–1987)            | —                | 17 أبريل 1974   | 10 نوفمبر 1987 (توفي في المنصب.) | 13 سنوات و207 أيام | عسكري                                                            | مامان أومارو حامد الغابد                                  |
| 3     |        | علي سايبو (1940–2011)              | 1989             | 14 نوفمبر 1987  | 16 أبريل 1993                    | 5 سنوات و153 أيام  | عسكري / الحركة الوطنية لتنمية المجتمع                            | مامان أومارو محمد يوسفو أمادو شيفو                        |
| 4     |        | ماهامان عثمان (مواليد 1950)        | 1993 ‏            | 16 أبريل 1993   | 27 يناير 1996 (خُلع عن الحكم.)    | 2 سنوات و286 أيام  | المؤتمر الديمقراطي والاجتماعي                                    | أمادو شيفو محمد يوسفو سولي عبد الله أحمد سيسيه هاما أمادو |
| 5     |        | إبراهيم باري مناصرة (1949–1999)    | 1996 ‏            | 27 يناير 1996   | 9 أبريل 1999 (اغتيال.)           | 3 سنوات و72 أيام   | عسكري / الاتحاد الوطني للمستقلين للتجديد الديمقراطي / RDP–Jama'a | بوكاري أدجي أحمد سيسيه ماياكي                             |
| 6     |        | داودا مالام وانكي (1946–2004)      | —                | 11 أبريل 1999   | 22 ديسيمبر 1999                  | 255 أيام           | عسكري                                                            | ماياكي                                                    |
| 7     |        | محمد تانجا (1938–2020)             | 1999 2004        | 22 ديسيمبر 1999 | 18 فبراير 2010 (خلع.)            | 10 سنوات و58 أيام  | الحركة الوطنية لتنمية المجتمع                                    | ماياكي سيني عمرو البديع أبوبا علي بادجو غاماتي            |
| 8     |        | سالو جيبو (وُلد 1965)               | —                | 18 فبراير 2010  | 7 أبريل 2011                     | 1 سنة و48 أيام     | عسكري                                                            | محمدو داندا                                               |
| 9     |        | محمد يوسفو (وُلد 1951)              | 2011 2016        | 7 أبريل 2011    | 2 أبريل 2021                     | 10 سنوات و0 أيام   | الحزب النيجري من أجل الديمقراطية والاشتراكية                     | بريجي رافيني                                              |
| 10    |        | محمد بازوم (وُلد 1960)              | 2020–21          | 2 إبريل 2021    | 26 يوليو 2023 (خلع)              | 2 سنوات و115 أيام  | الحزب النيجري من أجل الديمقراطية والاشتراكية                     | بريجي رافيني                                              |
| 11    |        | عبد الرحمن تشياني (مواليد 1960/61) | —                | 26 يوليو 2023   | حالي                             | 1 سنة و238 أيام    | عسكري                                                            | علي الأمين زين                                            |